# Kretska datulja
Kretska datulja (lat. Phoenix theophrasti), je uz Chamaerops humilis jedina palma koja se smatra autohtonom u Europi. Iako postoji Phoenix dactylifera forma iberica iz jugoistočne Španjolske koju neki autori izdvajaju kao posebnu vrstu to je ipak samo jedna sorta prave datulje nastala otprilike prije 1000 godina. Prirodno stanište joj je otok Kreta (plaža Vai‎) i pojedini dijelovi Turske, a raste na visinama do 250 metara
Uz ovu palmu se veže jedna zanimljiva legenda. Po toj legendi ovu palmu su na otok Kretu donesli arapski gusari koji su se kratkotrajno iskrcali na plažu Vai i za sobom ostavili sjemenke datulja koje su jeli. Nižeg je rasta, od 7 – 17 m i manje masivnog stabla od Phoenix dactylifera. Stablo je specifično po usjecima oblika vertikalnih paralelograma ili rombova. Pri osnovi debla stvara izdanke koji se mogu koristiti za razmnožavanje. Krošnja joj je gušća od krošnje Phoenix dactylifera ali ne tako gusta kao kod kanarske datulje (Phoenix canariensis). Listovi su zeleno-sive ili zeleno-srebrne boje s krućim segmentima koji završavaju bodljama. Plodovi su jestivi, ali ne toliko ukusni kao u prave datulje te su nešto manji. 
Ova palma je osim na svom prirodnom staništu rijetka u kulturi, tek ponegdje se može naći u istočnom Mediteranu iako se zanimanje za nju u zadnje vrijeme povećalo pošto se saznalo da je najotpornija palma iz porodice Phoenixa. Može izdržati niske temperature do -11˙C te je zbog ovog svojstva iznimno pogodna za cijelu jadransku obalu. Za tursku varijantu poznatu pod imenom "Golkoy-Burdun" se pretpostavlja da može izdržati i niže temperature.
- P. theophrasti
- P. theophrasti
- P. theophrasti

## Vanjske poveznice
|  | Zajednički poslužitelj ima još gradiva o temi Phoenix theophrasti |
|  | Wikivrste imaju podatke o taksonu Phoenix theophrasti             |